# إلدون رود
إلدون رود هو ضابط وسياسي أمريكي، ولد في 15 يوليو 1920 في كامب فيردي في الولايات المتحدة، وتوفي في 8 فبراير 2002 في سكوتسديل في الولايات المتحدة. نشط حزبياً في الحزب الجمهوري. وقد انتخب عضو مجلس النواب الأمريكي ‏.